# Hôtel du Moulin de Fontenelle
L'hôtel du Moulin de Fontenelle est un édifice situé à Argentan, en France.

## Localisation
Le monument est situé dans le département français de l'Orne, au 12 de la rue Aristide-Briand.

## Historique
L'édifice, qui possède l'organisation classique d'un hôtel particulier, est daté du milieu du XVIIIe siècle.

## Architecture
Les façades et les toitures sont inscrites au titre des Monuments historiques depuis le 23 novembre 2004.